# Horcas vive
Horcas vive es disco en vivo del grupo argentino de thrash metal Horcas. Fue grabado el 13 de septiembre del 2003 en Hangar, con más de 2500 personas, y se editó en diciembre del mismo año

## Músicos
- Topo Yáñez (bajo)
- Wálter Meza (voz)
- Sebastián Coria (guitarra)
- Gabriel Lis (guitarra)
- Guillermo de Luca (batería)

## Temas
1. Esperanza
2. Mano dura
3. Reacción
4. Golpe a golpe
5. Fuego
6. Abre tus ojos
7. Vencer
8. Rompo el dolor
9. Mentiroso
10. Garras
11. Violados y devorados
12. Devastación
13. Argentina, tus hijos
14. Solución suicida

- Datos: Q5902042